# Gabonska nogometna reprezentacija
Gabonska nogometna reprezentacija predstavlja Gabon u nogomet, te je pod kontrolom gabonskog nogometnog saveza (Fédération Gabonaise de Football). Do sada se nijedanput nisu kvalificirali na svjetsko prvenstvo,
a na Afričkom kupu nacija nastupili su pet puta.

## Povijest
Prvi nastup reprezentacija je imala 1960. godine na Madagaskaru, na turniru bivših francuskih kolonija. Igrali su protiv reprezentacije Gornje Volte (danas Burkine Faso) kojoj je to također bio prvi nastup u povijest. Godine 1967. igrali su kvalifikacije za nastup na Olimpijskim igrama 1968., međutim poraženi su od reprezentacije Gvineje. U kvalifikacijama za svjetsko prventsvo prvi put su nastupili 1990., međutim nisu se nijadanput uspjeli kvalificirat. Na Afričkom kupu nacija prvi put su nastupili 1994. godine, a najbolje rezultate ostvarili su 1996. te 2012., kada su zajedno s Ekvatorijalnom Gvinejom bili domaćini. Trenutačno najpoznatiji reprezentativac Gabona je Pierre-Emerick Aubameyang. Gabon je postao prvi domaćin u povijesti Afričkog kupa nacija koji završava svoj nastup u natjecanju po skupinama u 2017. godini. Domaćin je se oprostio od daljnjeg turnira remijem bez pogodaka protiv Kameruna u zadnjoj utakmici skupine A. Tako su se Panteri oprostili od turnira bez poraza, s tri neriješena rezultata.

## Nastupi na Afričkom kupu nacija
- 1957. do 1992. - nise se kvalificirali
- 1994. - prvi krug
- 1996. - četvrtfinale
- 1998. - nisu se kvalificirali
- 2000. - prvi krug
- 2002. do 2008. - nisu se kvalificirali
- 2010. - prvi krug
- 2012. - četvrfinale
- 2013. - nisu se kvalificirali

## Vanjske poveznice
- Službena stranica reprezentacija
- Gabon  Arhivirana inačica izvorne stranice od 6. veljače 2012. (Wayback Machine) na FIFA.com